# Winterport (Maine)
Winterport – miasto w Stanach Zjednoczonych, w stanie Maine, w hrabstwie Waldo.